# نظام بلا رأس
إن أي نظام بلا رأس هو نظام أو جهاز كمبيوتر تمت تهيئته للتشغيل بدون شاشة ("الرأس المفقودة) ولوحة مفاتيح وماوس. وعادة ما يتم التحكم في النظام بلا رأس عبر اتصال شبكي، على الرغم من أن بعض هذه الأجهزة تتطلب أن يتم الاتصال عبر آر إس 232 لإدارة الجهاز.

## قيود نظام الإدخال والإخراج الأساسي (بيوس) لجهاز الكمبيوتر المتعلقة بالتشغيل بلا رأس
أثناء بدء التشغيل، فإن بعض الإصدارات (لا سيما القديمة) من أنظمة بيوس لـالكمبيوتر الشخصي سوف تنتظر إلى أجل غير مسمى حتى يقوم المستخدم بالضغط على أحد المفاتيح قبل المضي قدمًا إذا كانت بعض الأجهزة الأساسية غير مثبتة أو متصلة، الأمر الذي يؤدي إلى توقف النظام غير المراقب. ومن بين هذه الأجهزة:
- بطاقة العرض المرئي;
- لوحة المفاتيح.

وفي الأنظمة الأكثر حداثة، فإن ضبط المصنع لأنظمة بيوس سوف تتم تهيئته بشكل نموذجي ليتصرف بهذه الطريقة أيضًا، ولكن يمكن تغيير هذا الإعداد بواسطة أداة إعداد نظام بيوس للاستمرار دون تدخل المستخدم.
وحتى في الحالات التي تم فيها إعداد النظام لتتم إدارته عن بُعد، قد تكون هناك حاجة إلى لوحة مفاتيح محلية وبطاقة عرض مرئي من آن لآخر، على سبيل المثال لتشخيص مشكلات التشغيل التي تحدث قبل بدء استخدام تطبيق الوصول عن بُعد.

## التحكم عن بُعد باستخدام الأجهزة
توفر بعض الخوادم التحكم عن بُعد عبر بطاقة شبكة داخلية وأجهزة داخلية تعكس شاشة لوحة المفاتيح. على سبيل المثال، تقدم شركة هيوليت باكارد حلاً يُدعى (Integrated Lights-Out (ILO يتيح هذه الوظيفة. ويتحقق الوصول عن بُعد إلى النظام باستخدام اتصال ويب آمن بعنوان بروتوكول الإنترنت معين لمحول ILO ويتيح مراقبة النظام أثناء بدء التشغيل قبل تحميل نظام التشغيل.
ومن بين الحلول الأخرى استخدام محول لوحة المفاتيح والفأرة عبر بروتوكول الإنترنت. وهذا المحول هو عبارة عن جهاز مشاركة تقليدي للوحة المفاتيح والفيديو والفأرة يتيح إمكانية توفير جلسات تحكم عن بُعد عبر بروتوكول الإنترنت. ويتحقق الاتصال بجهاز لوحة المفاتيح والفيديو والفأرة باستخدام متصفح ويب، الذي يتيح الرقابة عن بُعد لمنفذ لوحة التحكم الخاصة بالنظام.

## التحكم عن بُعد باستخدام البرامج

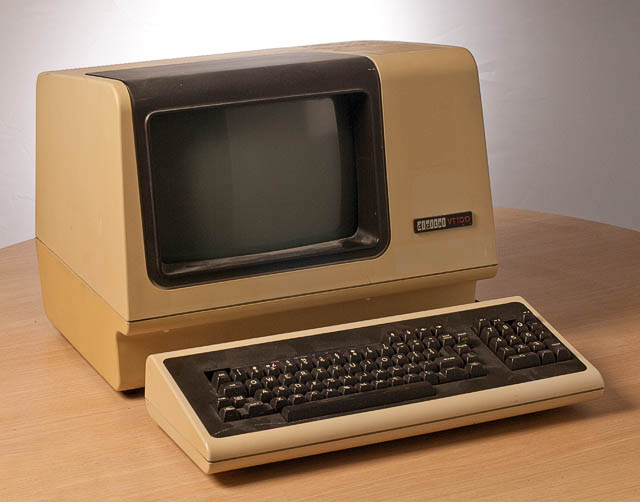
محطة طرفية حقيقية (DEC VT100)

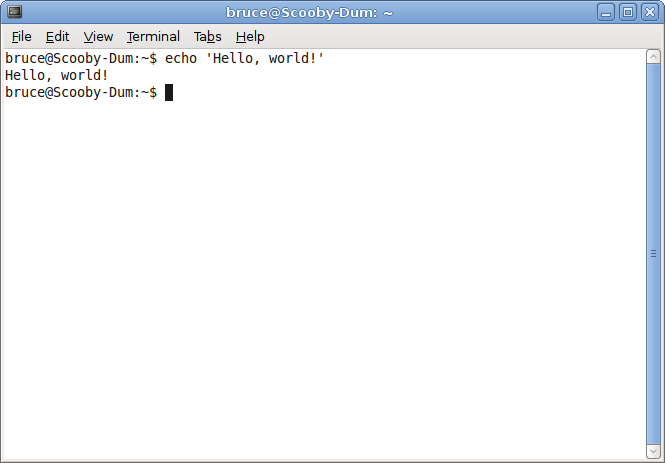
محطة طرفية افتراضية (gnome-terminal)

في الماضي كانت الأنظمة تُدار عادة من خلال واجهة تستند إلى نص مثل خط الأمر في نظام التشغيل يونكس. وفي كثير من الأحيان كان يُطلق على هذه الواجهات ’محطات طرفية افتراضية‘ أو ’محطات محاكاة‘ حيث إنها حاولت محاكاة سلوك محطات طرفية لواجهة “حقيقية” مثل VT100 التابع لـشركة العدة الإلكترونية.
وفي وقت لاحق، أتاحت أنظمة مثل X Window System وVNC مزودة ببرامج تشغيل شاشة افتراضية الاتصال عن بُعد بالأجهزة بلا رأس من خلال واجهات المستخدم الرسومية العادية، حيث كانت تعمل في كثير من الأحيان عبر بروتوكولات شبكات مثل حزمة بروتوكولات الإنترنت الخاصة بالإنترنت.